# Cœur de coq
Pour plus de détails, voir Fiche technique et Distribution.
Cœur de coq est un film français réalisé par Maurice Cloche sorti en 1946.

## Synopsis
Le timide Tulipe Barbaroux travaille en tant qu'ouvrier dans une imprimerie. Il aime Loulou, la fille de son patron, lequel a des difficultés financières. Si Loulou fait un riche mariage, son père est sauvé. Désespéré Tulipe essaie de se suicider, mais sa route croise celle d'un savant, dont il sera le cobaye : il va lui greffer un cœur de coq...

## Fiche technique
- Autre titre : Affaire de cœur
- Réalisation : Maurice Cloche
- Scénario : Raymond Vincy
- Adaptation et dialogues : Jean-Pierre Feydeau
- Images : Willy Faktorovitch
- Montage : Renée Gary
- Décors : Robert Giordani
- Son : Robert Biard
- Musique : Roger Dumas
  - Parolier : Jean Manse
  - Chansons : J'ai mon cœur qui fait Tic-Tac, Oh mio amore, Je suis irrésistible
- Production : Société Nouvelle des Établissements Gaumont
- Directeur de production : Thomy Bourdelle
- Tournage du 24 juin au 10 août 1946
- Pays :  France
- Format : 35 mm - Noir et blanc
- Durée : 76 minutes
- Genre : Comédie
- Date de sortie : 
  - France : 27 décembre 1946

## Distribution
- Fernandel : Tulipe Barbaroux, ouvrier imprimeur
- Mireille Perrey : La comtesse Véra
- Paul Azaïs : Séraphin
- Jean Temerson : Stanislas Pugliaskoff
- Marcel Vallée : Mr Tournesol, le directeur de l'imprimerie
- Gisèle Alcée : Louise dite (Loulou) Tournesol, la fille
- Henri Arius : Henri Lacorbière
- Maximilienne : Mme Estelle, la pharmacienne
- Darcelys
- Mag Avril
- Cora Camoin
- Marthe Marty
- Maria Aranda
- Henri Doublier
- Michel Roger
- Robert Rouzeaud
- Liane Marlene
- Jacques Hélian et son orchestre